# South Park: mai mare, mai lung și necenzurat
South Park: mai mare, mai lung și necenzurat (în limba engleză: South Park: Bigger, Longer and Uncut) este un film din 1999, bazat pe serialul de desene animate South Park.

## Prezentare
Acțiunea urmărește patru copii de opt ani din orășelul South Park, care se uită pe ascuns la un film plin de expresii licențioase, denumit Asses Of Fire (Cururi în flăcări), în care joacă comedianții canadieni Terrance și Phillip. După ce urmăresc filmul, băieții încep să înjure mai mult decât de obicei, iar părinții și profesorii declanșează o criză internațională care conduce la un război între Statele Unite și Canada. O sub-intrigă implică un Saddam Hussein ticălos, care încearcă să cucerească lumea cu ajutorul Satanei, iubitul său homosexual.
Filmul este un muzical, și conține șase cântece. Melodia "Blame Canada" ("Canada-i vinovată") a fost nominalizată pentru un premiu Oscar.
South Park: mai mare, mai lung și necenzurat este filmul de animatie cel mai obscen produs vreodată. Este omologat în Cartea Recordurilor Guinness 2002, conținând nu mai puțin de 399 de înjurături (cuvăntul „fuck“ fiind folosit de 146 de ori), 199 e gesturi ofensive și 221 de acte de violenta. Acest lucru nu este deloc greu de crezut, luând în considerare că în film este prezentat un cântec denumit Uncle Fucka (Violator de Unchi) care folosește cuvântul fuck de peste 30 de ori. Titlul cântecului conținea la origine cuvântul mamă în loc de unchi, dar a fost schimbat pentru a micșora limita de vârstă sub care este interzis filmul; în plus, autorii spun că unchi sună mai haios decât mamă.
Filmul a provocat proteste din partea conservatorilor nu doar pentru folosirea repetată a înjurăturilor, dar și pentru intriga filmului, în care conservatorii începeau un război contra Canadei, doar pentru folosirea înjurăturilor de către Terrance și Phillip. Mesajul filmului este, totuși, faptul că este responsabilitatea părinților să își protejeze copiii de cea ce consideră a fi neadecvat, și că cenzura oricărui lucru (în special a filmelor și televiziunii) este doar un instrument parental pentru a scăpa de învinuire. (Acestea sunt incluse într-un vers din cântecul "Blame Canada" când un grup de părinți cântă: "Trebuie să dăm vina pe ei/Să facem multă gălăgie/Până nu se prinde cineva să dea vina pe noi")

## Coloană sonoră
Coloana sonoră a filmului a ieșit pe piață sub marca Atlantic Records pe 22 iunie 1999. Pe CD este menționat faptul că doar primele doisprezece melodii apar în film efectiv (restul, considerate a fi "inspirate" de film, sunt în general versiuni alternative ale celor doisprezece melodii).

### Lista de melodii
1. Mountain Town
2. Uncle FUCKA
3. It's Easy, M'kay?
4. Blame Canada
5. Kyle's Mom's A BITch
6. What Would Brian Boitano Do?
7. Up There
8. La Resistance (Medley)
9. Eyes Of A Child
10. I Can Change
11. I'm Super
12. Mountain Town (Reprise)

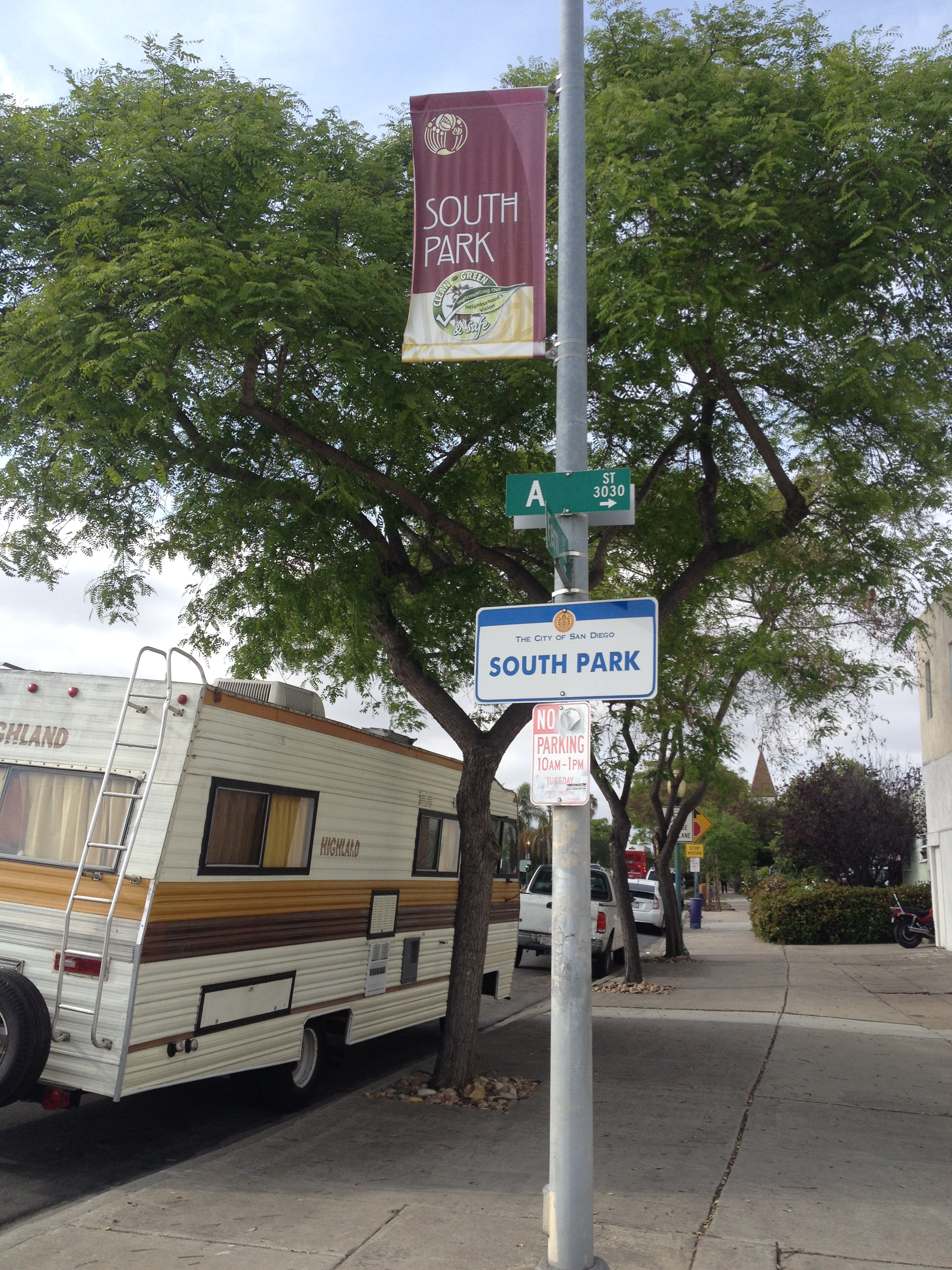
Coperta CD-ului

13. Good Love (Isaac Hayes în rolul Bucătarului)
14. Shut Yo Face (Uncle F**KA) - Trick Daddy, featuring Trina & Tre
15. Riches To Rags (M'kay) - Nappy Roots
16. Kyle's Mom's A Big Fat B**ch (Joe C. featuring Kid Rock)
17. What Would Brian Boitano Do? Pt. II - D.V.D.A.
18. I Swear It (I Can Change) - Violent Femmes
19. Super (RuPaul)
20. O Canada (Geddy Lee și Alex Lifeson din Rush featuring Terrance și Phillip)